# Ихуд Бней Кафр Кара (футбольный клуб)
«Ихуб Бней Кафр Кара» — футбольный клуб из Кафр-Кары, основанный в 2014 году. Выступает во второй северной лиге Бет.

## История

Первая эмблема

Клуб был создан после слияния двух конкурирующих клубов «Хапоэль Кафр Кара» и «Маккаби Кафр Кара» для усиления команды и попытки попасть в высший дивизион Израиля.

### Хапоэль Кафр Кара
Клуб был основан в 1964 году и начал выступать в Лиге Гимель. В сезоне 1975–76 клуб перешёл в Лигу Бет, третьего уровня системы футбольных лиг Израиля на тот момент. Однако в конце того сезона Лига Арзит была создана как новый второй уровень, а Лига Бет была понижена до четвёртого уровня. Клуб продолжал играть в Лиге Бет до перехода в Лигу Гимель в конце сезона 1984–85 и продолжал играть на нижних уровнях израильского футбола вплоть до слияния.

### Маккаби Кафр Кара
Клуб, который также был известен как Маккаби Кафр Кара Ирони, был основан в 1982 году и присоединился к Лиге Далет. В сезоне 2001–02 клуб достиг Лиги Бет, пятого уровня системы футбольных лиг Израиля на тот момент. В сезоне 2007–08 клуб выиграл дивизион второй северной лиги Бет и перешёл в Лигу Алеф. В сезоне 2009–10 Лига Алеф стала третьим уровнем израильского футбола после закрытия Лиги Арцит. В том сезоне клуб достиг своего лучшего места за всю историю — шестого места в дивизионе Лиги Алеф Север. Однако в следующем сезоне клуб занял второе место и снова вылетел в Лигу Бет.